# Southwind Feji
Southwind Feji, född 24 mars 2013 på Southwind Farms i Pennington i New Jersey, död 13 februari 2023 i Edsvära, var en amerikansk varmblodig travhäst. Hon tränades och sköttes av Pär Hedberg, verksam vid Axevalla travbana. Hon kördes av Mikael J. Andersson.
Southwind Feji tävlade mellan 2017 och 2020. Hon sprang under tävlingskarriären in 1,5 miljoner kronor på 35 starter varav 21 segrar, 12 andraplatser och 1 tredjeplats.

## Karriär
Southwind Feji debuterade i travlopp den 27 februari 2017 på Färjestadstravet tillsammans med kusken Mikael J. Andersson. Hon segrade med flera längder i debutloppet. Därefter följde ett segertåg med sju raka segrar. Första förlusten kom den 6 juli 2017 på Halmstadtravet. Under perioden oktober 2017 till mars 2018 hade hon ett nytt segertåg, då hon var obesegrad med nio raka segrar (varav sju av dessa segrar togs inom V75).
Den 30 mars 2018 startade hon i Folke Hjalmarssons Minneslopp för femåriga ston på Färjestadtravet, och vann loppet säkert med halv längd. Segern innebar att hon kom över 1 miljon kronor i insprungna pengar.

### Avelskarriär
I februari 2020 meddelades det att Southwind Feji avslutat sin tävlingskarriär på grund av skadebekymmer. Hon stallades istället upp som avelssto på Stall & Stuteri Palema. Under 2022 föddes Southwind Fejis enda föl, Otto Palema (efter Readly Express).

### Död
Den 13 februari 2023 drabbades Southwind Feji av akut njursvikt och tvingades avlivas.